# Короткевич, Владимир Семёнович
Влади́мир Семёнович Коротке́вич (бел. Уладзімір Сямёнавіч Караткевіч; 26 ноября 1930, Орша, БССР, СССР — 25 июля 1984, Минск, БССР, СССР) — белорусский советский писатель, публицист, поэт, переводчик и драматург, сценарист, классик белорусской литературы. Является одной из наиболее ярких фигур в белорусской литературе XX столетия. Стал первым белорусским писателем, обратившимся к жанру исторического детектива.
Творчество Владимира Короткевича отличается романтической направленностью, высокой художественной культурой, патриотичным пафосом и гуманистическим звучанием. Писатель существенно обогатил белорусскую литературу в тематических и жанровых отношениях, наполнил её интеллектуальным и философским содержанием. Наиболее известны такие произведения автора, как повести «Дикая охота короля Стаха», «Седая легенда», романы «Колосья под серпом твоим», «Христос приземлился в Гродно», «Чёрный замок Ольшанский», эссе «Земля под белыми крыльями».

## Биография

### Происхождение и детство

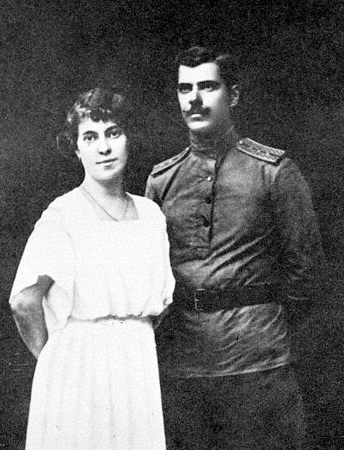
Родители Вл. Короткевича: Надежда Васильевна и Семён Тимофеевич (в чине коллежского секретаря). 1915 г.

Предки Владимира Короткевича были шляхетского сословия и происходили из белорусского Приднепровья, из Рогачёва, Мстиславля, Могилёва и других городов. Один из родственников писателя по материнской линии, по семейной легенде — Томаш Гриневич, принимал участие в восстании 1863—1864 годов. Повстанцы под его командованием были разбиты, а его самого расстреляли в Рогачёве. Эту историю Короткевич описал в эпилоге повести «Предыстория», и в прологе романа «Нельзя забыть» («Леониды не вернутся к Земле»).

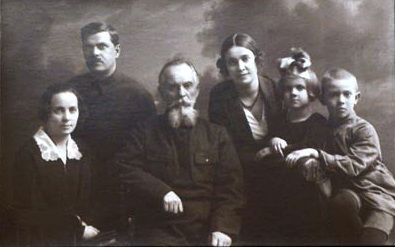
Родные Вл. Короткевича: тётя Евгения Васильевна, отец Семён Тимофеевич, дед Василий Юллианович Гринкевич, мать Надежда Васильевна, сестра Наталья и брат Валерий. 1928-й год

Родился Владимир 26 ноября 1930 года в городе Орша (ныне в Витебская область, Беларусь) в семье интеллигентов. Отец, Семён Тимофеевич (1887-1959), работал инспектором по бюджету в Оршанском районном финансовом отделе. Мать, Надежда Васильевна (1893-1977), окончила могилёвскую Мариинскую гимназию, некоторое время работала учительницей в сельской школе под Рогачёвом, после замужества занялась домашним хозяйством. Она хорошо знала мировую литературу. В семье было трое детей — Владимир, его старший брат Валерий (погиб на войне), и старшая сестра Наталья (в замужестве Кучковская). Большое влияние на Владимира оказал дед по матери Василий Юллианович Гринкевич, дослужившийся до губернского казначея. Этот человек безграничной энергии и азарта, обладавший огромной физической и духовной силой, стал прототипом Данилы Загорского-Вежи в романе «Колосья под серпом твоим». От своего деда Владимир услышал легенду «Мать Ветра» про события Кричевского восстания 1743—1744 годов и много белорусских народных легенд и преданий, и, благодаря ему, полюбил историю и природу. Многие рассказы деда стали источником его будущих произведений.
Владимир с самого раннего детства интересовался историей, особенно историей Беларуси, любил природу, читал книгу А. Брэма «Жизнь животных». В доме Короткевичей было много книг — и дедушкиных, и родителей, и его. Мальчик научился читать уже в три с половиной года, чуть позже научился писать, а создавать свои первые стихотворения начал в шесть лет. Чуть позже пытался писать и иллюстрировать свои повествования. Кроме обычной школы посещал и музыкальную. Ещё в довоенные годы отослал письмо К. И. Чуковскому, на которое получил ответ. К началу войны окончил три класса.

### Военные годы и послевоенный период

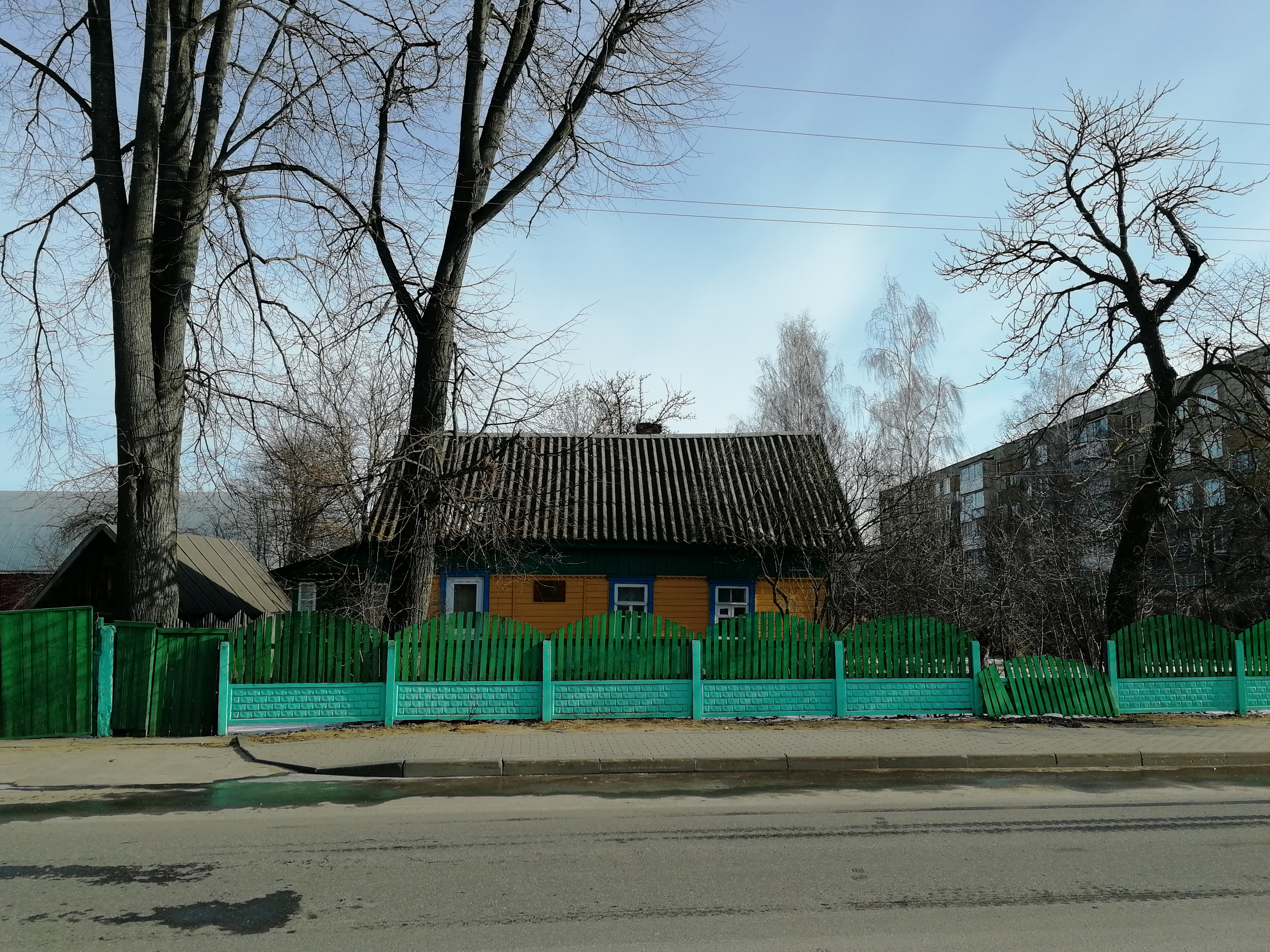
Дом Владимира Короткевича в Орше

Во время Великой Отечественной войны находился с семьёй в эвакуации в Москве, на Рязанщине, в окрестностях Кунгура на Урале, позже в Оренбурге и Киеве.
В октябре 1941 году на фронте погиб старший брат Володи Валерий. Жену Валерия Ольгу, которая оставалась на захваченной немецкими войсками территории, оккупанты убили. Летом 1944 года после освобождения советскими войсками Киева Владимир Короткевич вместе с матерью на некоторое время переехали в город к родственникам.
В 1944 году вернулся в Оршу, где получил среднее образование. Его школьный друг, Леонид Крыгман, отмечал, что Владимир в свои четырнадцать лет обладал энциклопедическими знаниями по литературе и истории.
В послевоенные годы Владимир, оршанский школьник, разместил на страницах рукописного журнала «Звоночек» несколько своих стихотворений, а также первую свою приключенческую повесть «Загадка Нефертити». Кроме того, им был написан ряд рассказов и статей. Первый вариант своей пьесы «Мельница на Синих Омутах» (поставлена в 1959 году) он написал, ещё будучи восьмиклассником.
В 1949—1954 годах учился на русском отделении филологического факультета КГУ имени Т. Г. Шевченко. Затем в нём же окончил аспирантуру. Летом 1950 года, после первого курса филфака, в Орше им был написан первый вариант повести «Дикая охота короля Стаха». Один из однокурсников и друзей Короткевича, Флориан Неуважный, говорил, что Владимир был душой компании и что студенты относились с уважением к его мужеству и принципиальности. О своих студенческих годах и вообще о связи с украинской землёй, которую Короткевич очень любил, он написал в эссе «Избранная» (1982), а о самом Киеве — в очерке «Мой се градок!» (1982).
Весной 1955 года он сдал экзамены кандидатского минимума и приступил к написанию диссертации про восстание 1863 года, но так её и не закончил. В то же время пришла и идея о написании романа на эту же тему.
В 1954—1956 годах работал школьным учителем русского языка и литературы в деревне Лесовичи (Таращанский район Киевской области Украины), а в 1956—1958 годах — в родном городе, Орше.
Окончил Высшие литературные курсы (1958—1960), во время которых увлёкся кино и начал работу над сценариями), а также сценарные курсы (1962) в Институте кинематографии
 в Москве, которая, как и Киев, оказала серьёзное влияние на формирование Короткевича как личности и художника слова.

### Творческая биография
Как поэт дебютировал в 1951 году — опубликовал в оршанской районной газете «Ленинский призыв» два стихотворения: «Тут будет канал» (на русском языке) и «Якубу Коласу» (на белорусском языке).
В самом начале своего творческого пути Короткевич обратился к белорусской истории и фольклору, о чём свидетельствуют его произведения «Сказки и легенды моей Родины», «Лебединый скит», сказка «Ужиная королева». Фантазия писателя раскрывается в сказке «Необычайная кошка», которую позже он доработал и назвал «Чёртов клад». В этой сказке писатель традиционный фольклорный сюжет наполнил оригинальными образами и деталями, мягким лиризмом и добродушным юмором.

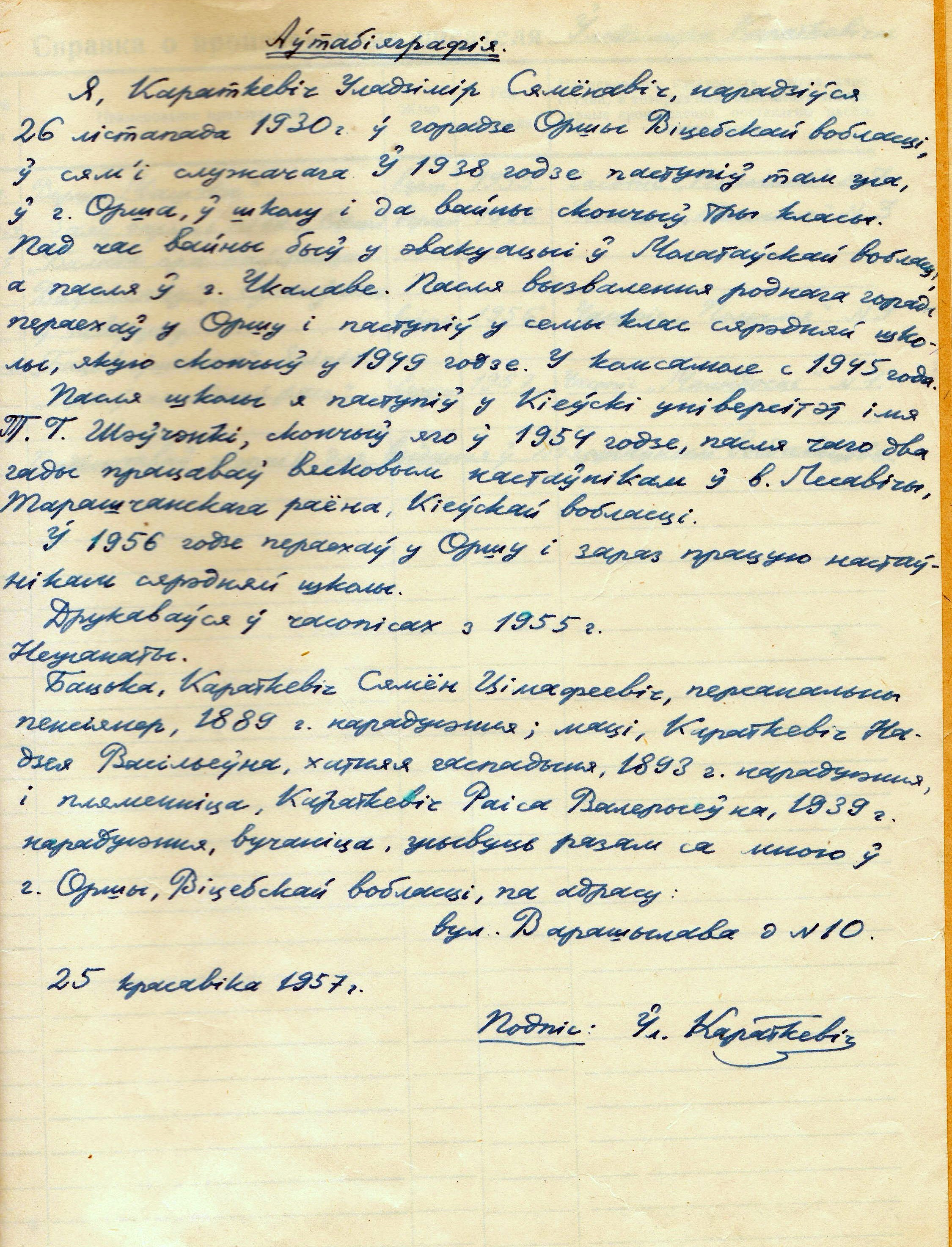
Автобиография Вл. Короткевича из личного дела писателя (25.04.1957 г.)

Владимир Короткевич изучал, записывал, и широко использовал в своём творчестве фольклор, воспринимая его как духовное сокровище народа. Будучи студентом он исследовал в своей дипломной работе социальные сказки и легенды в восточнославянском фольклоре. Во второй половине 1950-х годов им вынашивалась идея создания белорусской национальной эпопеи — он планировал написать около 100 томов, в которых должны были быть «Сказки и литература для детей в стиле Х. К. Андерсена» и «Записи фольклора». Несколько древних легенд про святых Николая и Касьяна, связанных с белорусским фольклором, в переводе Короткевича, были размещены в книге А. А. Назаревского «Из истории русско-украинских связей» (Киев, 1963 г.).
Ряд оригинальных сказок им были созданы в 1970-е — начале 1980-х годов. На основе одной из белорусских сказок возникла сказка «Воробей, сова и птичий суд». Несправедливость, как самое позорное для человеческого общества явление, им осуждается в сказке «Котёл с камушками», в которой органично соединились эпическая повествовательность и проникновенная эмоциональность.
В сказке «Немощный отец» писатель заостряет внимание на необходимости уважения и любви к родителям. В древние времена на белорусской земле был закон, по которому старых родителей отводили умирать в лес. Так поначалу обошёлся со своим отцом и герой сказки Петро. Однако вскоре, наперекор установившемуся закону, он ночью тайком забрал отца. И в голодный год мудрый отец подсказывает сыну, что следует сделать, чтобы спасти людей от голода. При создании этой сказки Короткевич вероятно опирался на сказку «Старый отец» из записей А. Сержпутовского, однако при этом им была выявлена собственная авторская позиция. В сказке автор в тактичной и деликатной дидактической форме говорит о необходимости ценить доброту и мудрость.
В 1958 году он написал сатирико-юмористическую повесть «Цыганский король», при написании которой был использован факт существования на Гродненщине в конце XVIII века цыганского «королевства». Материалом для повести послужил очерк историка А. Киркора «Народности Литовского Полесья и их жизнь», опубликованного в III томе «Живописной России» в 1882 году. Писателю удалось насыщенно, в духе фламандской школы, словесными красками описать блюда и гулянки во «дворце» Якуба Знамяровского. В этой повести Короткевич не только язвительно характеризует цыганское «королевство» и несуразную систему государственного управления, но и размышляет про историческую судьбу Белоруссии, затрагивая существовавшие в те времена социально-общественные и национальные проблемы.

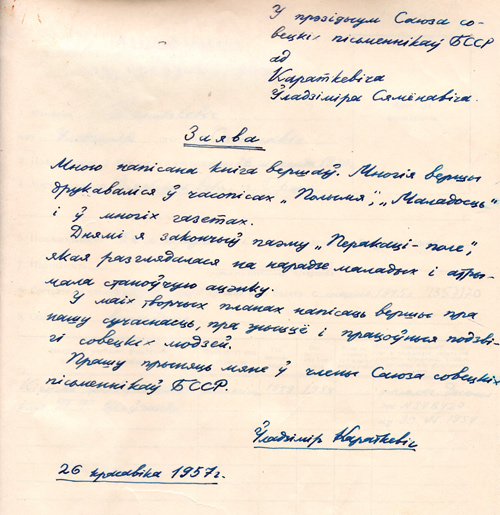
Заявление Вл. Короткевича о вступлении в Союз писателей БССР, поданное 26 апреля 1957 года

Владимир Короткевич является автором поэтических сборников «Материнская душа» (1960), «Моя Илиада» (1969), «Был. Есть. Буду» (1960). Он плодотворно использовал в своём творчестве достояние всемирной культуры, и одновременно был глубоко национальным творцом, высказывая особую приверженность к фольклору и историческим сюжетам (стихи «Машека», «Материнская душа», «Павлюк Багрим»). В «Балладе про Вячко, князя простых людей» (1957) писатель обратился к образу князя Вячко, который в первой половине XIII века сражался против немецких рыцарей. В балладе князь показан как искренний патриот своей Отчизны. Даже израненный, князь сражался как богатырь против множества врагов и погиб в бою. Идея о самоотверженной борьбе одного со многими была характерна для творчества Владимира Короткевича.
Тема пробуждения белорусского народа в 1880-х годах была им раскрыта в рассказе «Книгоноши» (1962), в котором показан бессмертный дух народа, стремление простого люда к правде и просвещению. Также его прозе была свойственна и романтическая поэтика. Радостью жизни наполнен рассказ «Дерево вечности», особенно места, посвящённые Полесью и полещукам. В рассказе писатель выразил своё очарование полесскими пейзажами и величием полесских песен. Образы природы раскрыты им и в романе «Колосья под серпом твоим», повести «Чозения», очерках «Колокола в безднах озёр», «Одуванчик у кромки воды». Как писатель-анималист показал себя Владимир Короткевич в рассказе «Были у меня медведи». Звучит в рассказе и сожаление о том, что нельзя вернуть назад далёкое детство, которое прошло в одном из самых красивых уголков Белоруссии, приводятся познавательные сведения о природе.
Владимир Короткевич профессионально изучал историю восстания 1863—1864 годов на территории Беларуси, Литвы и Польши. Это послужило основой для рассказов «Полешук», «Синяя-синяя», романа «Колосья под серпом твоим» (1965), драмы «Кастусь Калиновский» (1965) и других поэтических произведений и публицистических статей. Отчасти этот интерес был обусловлен и тем, что в его семье хранили память о родственнике по материнской линии, одного из руководителей восстания на Могилёвщине Томаша Гриневича, расстрелянного в Рогачёве. Этот факт лёг в основу пролога к роману «Нельзя забыть» («Леониды не вернутся к Земле» (1962).
В историко-детективной повести «Дикая охота короля Стаха» (1958) писатель отобразил события 1880-х годов в одном из глухих уголков Белоруссии. В этой повести автор постарался показать общество того времени, с его национальными, культурными и историческими особенностями, с его патриотическими идеями. Автором осуждается предательство родины, национальное и социальное зло. Использованы приёмы детективного жанра и в написанном позже социально-психологическом и философском романе «Чёрный замок Ольшанский» (1979), в котором Короткевич рассуждает про связь времён. В романтической повести «Седая легенда» (1960) через картины крестьянского восстания на Могилёвщине в первой половине XVII века автор осмысливает судьбу Отечества.
Одним из наиболее значимых для белорусской литературы произведений является его роман «Колосья под серпом твоим». В этой книге, которую многие называют главной в творчестве писателя, воссоздана широкая панорама жизни народа, передана атмосфера в обществе накануне восстания. Можно сказать, что этот роман положил начало белорусской исторической романистики. События романа разворачиваются в 1850—1861 годах, тем не менее писателю удалось при помощи собственных размышлений и высказываний героев охватить в нём события почти целого столетия и в целом осмыслить судьбу Беларуси в историческом контексте. Несмотря на то, что действие романа завершается описанием отмены крепостного права и расстрелом демонстрантов в Варшаве (8 апреля 1861 года), автору удалось отметить причины, вызвавшие восстание и его особенности. Короткевич показал, что восстание было одновременно и шляхетским, и крестьянским, оно имело национально-освободительный характер.
В 1966 году Короткевичем был написан роман «Христос приземлился в Гродно», сюжет которого основан на реальных событиях. Толчком для его написания послужила запись из «Хроники…» М. Стрыйковского о том, что в XVI веке, в начале княжения Жигимонта I, появился человек, присвоивший себе имя Христа. В романе отражена мечта белорусского народа о явлении Христа как избавителя и спасителя. Роман представляет собой притчу, философские размышления о предназначении человека.
В 1973 году писатель написал повесть «Листья каштанов», которая стала одной из самых автобиографичных из его произведений. Повесть представляет собой волнующие и печальные воспоминания о нескольких месяцах, проведённых им в освобождённом от немецких оккупантов Киеве, размышления про судьбу поколения, чьё детство и юность были опалены войной.
С огромной любовью и по-художественному подробно рассказал Короткевич про Беларусь, её культуру, язык, литературу, фольклор и природу в очерке «Земля под белыми крыльями» (1977). В этом очерке он охватил белорусскую историю от древних времён до 70-х годов XX столетия, затронув наиболее важные события, такие как история Великого княжества Литовского, Грюнвальдская битва 1410 года, Люблинская уния 1569 года и другие важные моменты в истории своей родины. Глубокими размышлениями над смыслом жизни и судьбой родной земли пронизана повесть «Ладья Отчаяния» (1978, написана в 1964 году). В повести использовано много аллегорических символов. Так, сама ладья Отчаяния — это Беларусь, которая преодолевает сумрак забвения и беспамятства, воскрешается и возрождается.
Короткевич также написал ряд пьес, эссе, статей, киносценариев. Трагедия и величие национальной истории им осмысленны в пьесах «Кастусь Калиновский» (1963), «Колокола Витебска» (1974), «Колыбель четырёх волшебниц» (1982), «Мать урагана» (1985).
Любовью к Беларуси наполнена и его публицистика, и литературная критика. Владимиром Короткевичем были переведены на белорусский язык произведения В. Катулла, Дж. Байрона, А. Мицкевича, И. Я. Франко, Махтумкули, М. Карима, Э. Гашпаровой.
Владимир Короткевич писал об истории своего народа, его искусстве, культуре, духовной жизни. Он выступал в защиту белорусского языка и культуры, памятников архитектуры и природы, оказав заметное влияние на общественную, эстетическую и духовную жизнь белорусского народа. Его произведения переведены на многие языки.

### Личная жизнь

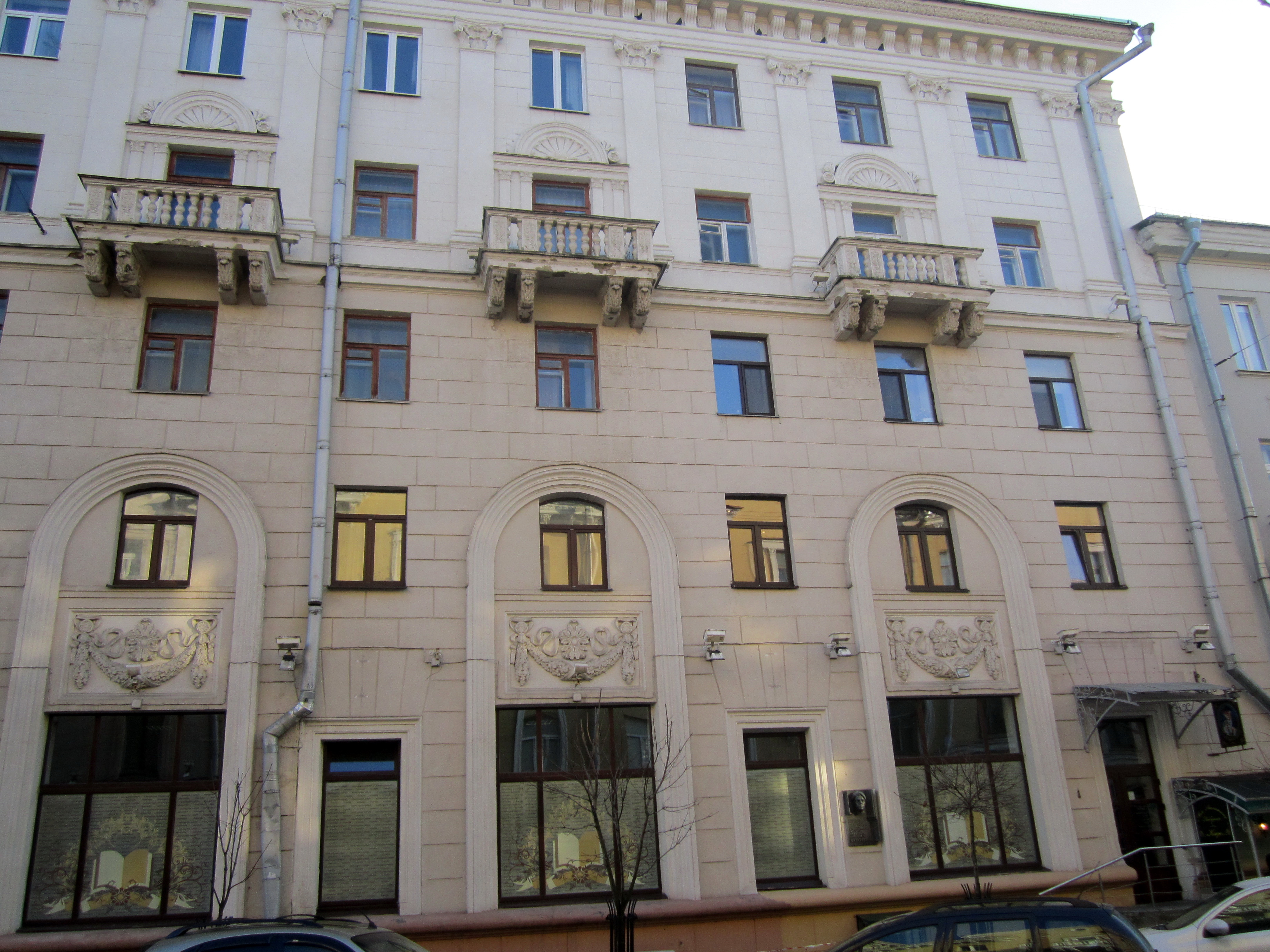
МоноЛИТ — дом, в котором жил Владимир Короткевич в Минске (ул. К. Маркса, 36) с 1973 года. На фасаде дома — мемориальная доска В. Короткевичу

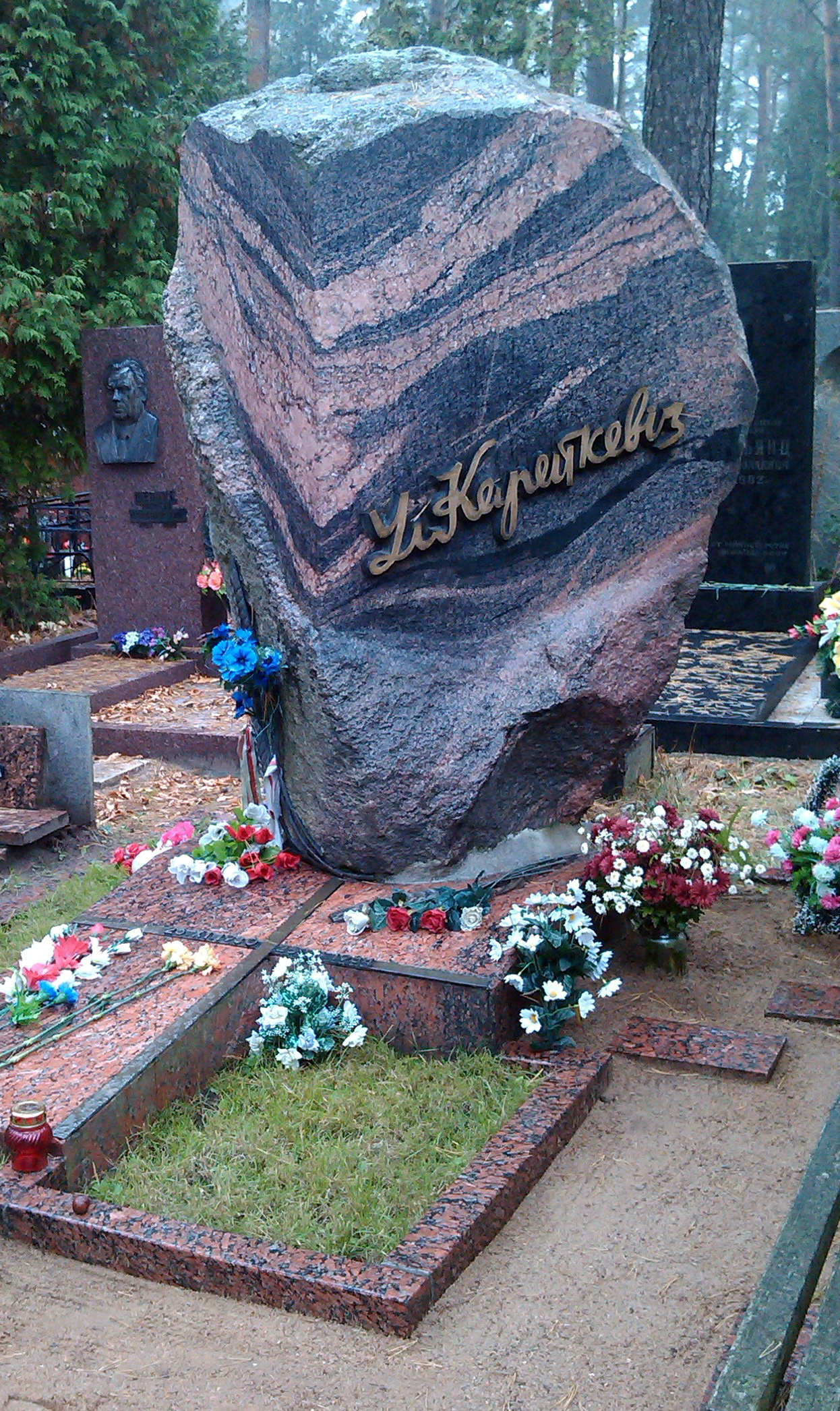
Памятник на могиле Короткевича на Восточном кладбище в Минске.

В начале 1963 года Владимир Короткевич получил в Минске однокомнатную квартиру по адресу ул. Чернышевского, д. 7, кв. 57. Через некоторое время из Орши в Минск к нему переехала и его мама. Весной 1967 года они вдвоём получили квартиру на ул. Веры Хоружей, д. 48, кв. 26. В том же 1967 году, осенью, во время творческой конференции по его творчеству в Бресте, Владимир познакомился с преподавательницей Брестского педагогического института Валентиной Брониславовной Никитиной (в девичестве Ваткович, 1934—1983 гг.), с которой 19 февраля 1971 года создал семью. Женился Короткевич довольно поздно — почти в 41 год.
Весной 1973 года они обменяли квартиру Короткевича на ул. Веры Хоружей и её комнату на трёхкомнатную квартиру на ул. К. Маркса, 36, где в дальнейшем они и проживали втроём, вместе с матерью Владимира Короткевича.
Владимир Короткевич посвятил своей супруге стихотворение «Тавры» и роман «Чёрный замок Ольшанский», который начинается словами: «В. К., которой этот роман обещал десять лет назад, с благодарностью». Валентина Брониславовна стала высококвалифицированным историком, которая обладала высоким авторитетом в Институте искусствоведения, этнографии и фольклора АН БССР, награждена Государственной премией БССР.
Писатель любил много путешествовать — с друзьями и женой, в составе съёмочных групп и научных экспедиций он много исходил и изъездил дорог Белоруссии и других стран, дважды бывал в Польше (1971, 1977), трижды в Чехословакии (1973, 1975, 1979).
Последние дни февраля 1983 года были очень трагичными для писателя — в один день, 28 февраля, умерли его любимая жена и родная тётя по матери — Евгения Васильевна, у которой он в своё время жил в Киеве. В те дни, как он сам говорил, он ощущал себя на грани нервного срыва. В браке с Валентиной Брониславовной он прожил двенадцать лет, детей у них не было.
В начале июня Короткевич поехал в Оршу, в отчий дом к племяннице, залечивать тяжёлые душевные раны. В Минск вернулся только в начале декабря. Родительское гнездо немного успокоило душевную боль. В начале февраля 1984 года им было написано несколько стихотворений, однако в конце февраля Короткевич серьёзно заболел и около месяца пролежал в реанимации. Весной почувствовал себя лучше.
Незадолго до своей смерти Короткевич посетил близкие ему и дорогие края. Он съездил в Рогачёв и в Киев, на юбилейную встречу выпускников Киевского университета, а 12 июля 1984 года с друзьями отправился в поход по Припяти. Там ему стало плохо, и 20 июля он вернулся в Минск (тяжёлая болезнь у него была ещё с конца 1970-х годов). По сведениям знакомых писателя Адама Мальдиса и Янки Брыля, в последние годы жизни на фоне глубоких эмоциональных потрясений Короткевич пристрастился к спиртному, что в конечном итоге усугубило имеющиеся у него хронические заболевания.
Скончался Владимир Короткевич 25 июля 1984 года. Похоронен на Восточном кладбище в Минске.

## Оценка и значение творчества

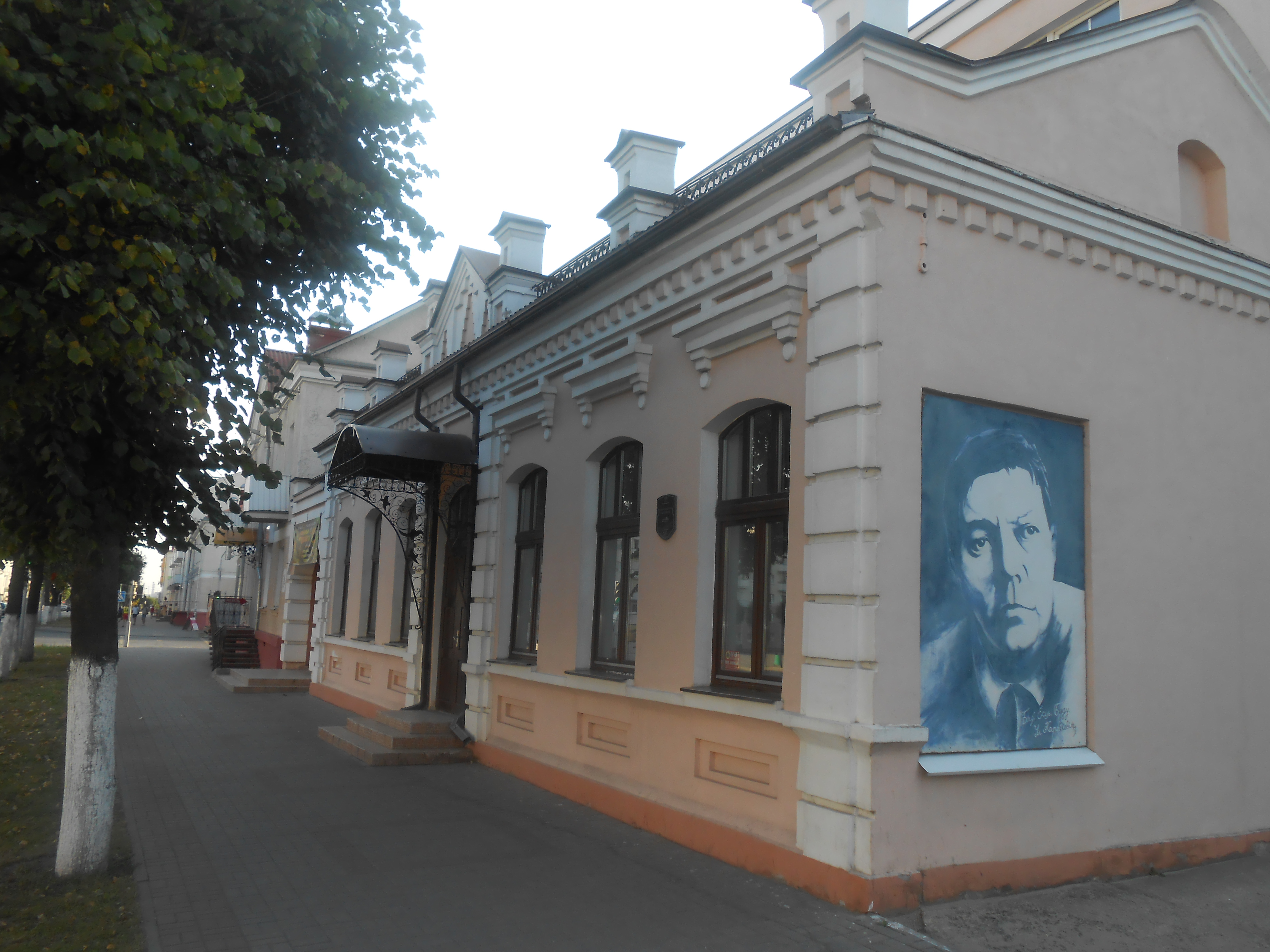
Музей Короткевича в Орше.

Опубликованная в 1964 году одна из первых повестей Короткевича «Дикая охота короля Стаха», в которой автор заявил о себе как о писателе-историке, принесла ему некоторую популярность. Позже она была даже экранизирована. Но его роман «Леониды не вернутся к земле» был подвергнут резкой критике. «Официальный» критик Яков Герцович на страницах «Советской Белоруссии» упрекнул Короткевича в книжности, вторичности, а его героев назвал оторванными от жизни формалистами, которых мало интересует содержание советского искусства и его идейная направленность. Схоже отозвался и московский рецензент Виктор Чалмаев. По печальной традиции тех лет частные мнения авторов этих статей были восприняты как директивные указания. В самом рассказе речь шла о метеоритном потоке — леонидах, но в те годы страной руководил Леонид Брежнев, в этом и усмотрели крамолу. Главлит в категорической форме потребовал изменить название. У самого Короткевича даже не спросили на это разрешения, и в журнале «Полымя» роман был переименован в «Нельзя забыть». А в 1965 году в том же журнале был опубликовал роман «Колосья под серпом твоим», одним из героев которого был Кастусь Калиновский. Книга очень точно отражала жизнь Беларуси XIX века, но цензоры к ней предъявили так много претензий, что она была издана только после многочисленных правок. Схожая судьба ждала роман «Христос приземлился в Гродно». А произведение «В снегах дремлет весна» (1957) увидело свет только после смерти автора, что лишь подтверждало «нелюбовь» советских властей к неудобному для них писателю.
Один из исследователей творчества Владимира Короткевича, литературовед Анатолий Воробей, назвал Короткевича честью и совестью белорусской литературы, писателем, который смог полностью раскрыть душу народа и его национальный характер, выявить передовые общественные и эстетические идеалы.
Народный писатель Белорусской ССР Янка Брыль характеризовал Короткевича как неутомимого труженика, литератора, который постоянно и основательно работал над собой. Также он говорил, что многие знали Владимира Короткевича как человека неисчерпаемо светлого настроения, который умел смеяться как ребёнок, всей душой любил родных людей и родную землю.
Белорусская писательница и литературный критик Людмила Рублевская писала, что целое поколение белорусских литераторов, к которому принадлежит и она сама, «вышло из творчества Владимира Короткевича, приняв сердцем его исторический романтизм, его трагический и прекрасный миф о Беларуси». А писатель Владимир Липский назвал Короткевича «человеческой планетой», на которой находят утешение люди разных возрастов, и где можно отыскать ответы на те вопросы, перед которыми бессильны академические учебники и опытные учителя. Поэт-фронтовик Николай Аврамчик называл Владимира Короткевича белорусским романтиком. Кратко и понятно характеризовал Короткевича кинорежиссёр Валерий Рубинчик: «Гений — он и есть гений». Также Рубинчик считал, что образ Беларуси, созданный Короткевичем,
принципиально отличается от того, что существовал до него в литературе и искусстве. Вместо описанной миллионами поколений белорусских писателей Беларуси лапотной, убогой, неприглядной Короткевич впервые показал образ Беларуси как европейского цивилизованного государства... Он рассказал о стране, где существуют не только деревенские сказки, но и большое культурное наследие, бережно хранимое поколениями, где присутствует поиск извечных истин, тех высоких материй, о которых любят рассуждать герои Короткевича.
Короткевич стал одной из наиболее ярких фигур в белорусской литературе XX столетия. Особенная его заслуга перед белорусской литературой — разработка исторической тематики. Он поднял в своих произведениях широкие слои национальной истории, передав дух прошедших эпох. Описав отличительные характеры и раскрыв богатый духовный мир своих героев, он связал их судьбы с судьбой народной. По словам белорусского литературного критика и литературоведа А. Л. Воробья, Владимир Короткевич для Беларуси выполнил такую же историческую миссию, что и Вальтер Скотт в Англии, Генрик Сенкевич в Польше, Алоис Йирасек в Чехии. Своим творчеством, выраженным романтичной окрылённостью, высокой художественной культурой, патриотичным пафосом и гуманистическим звучанием, писатель многое сделал для пробуждения национального сознания белорусов. Он оказался одним из наиболее талантливых и самобытных представителей того поколения белорусских писателей, которое пришло в литературу во второй половине 1950-х — начале 1960-х годов.
Сказкам Короткевича свойственны натуральность звучания, занимательность сюжета, богатство фантазии и узнаваемость. В них органично переплетаются фольклор и фантастичность, таинственность и реальность. Ему удалось обновить сказочные сюжеты, поэтически и возвышенно передать народную мораль и этику, затронуть философские проблемы. И финал в его сказках чаще всего счастливый.
Его поэзии были присущи патриотический пафос, ассоциативность мышления, проникновенный лиризм и философичность. Своё очарование родной землёй он показал в стихотворении «Отечество». В «Белоруской песне» созданием масштабного, целостного и поэтичного образа Беларуси принёс ей своеобразную клятву в преданности. Поэзии Короткевича свойственны повышенная экспрессивность, эмоциональность, напряжённость действия, контрастность и яркость образов. Его элегично-лиричные стихи, наполненные радостью и светом, вместе с тем полны драматизма и даже трагизма, как стихотворение «Тростенец» (об одноимённом лагере смерти, организованном немецко-фашистскими захватчиками под Минском).
Многогранно и неповторимо раскрылся его талант и в прозе, которой свойственны проникновенная лирика, эпическая повествовательность и психологическая углублённость. В своей прозе Короткевич поднял широкие пласты белорусской истории, создал узнаваемые характеры, раскрыл богатый духовный мир персонажей белорусской истории.

### Романы
- Леониды не вернутся к Земле (Нельзя забыть) (бел. Леаніды не вернуцца да Зямлі (Нельга забыць)) (1960—1962,  издан в 1982[K 5])
- Колосья под серпом твоим (бел. Каласы пад сярпом тваім) (1962—1964, изд. 1965)
- Христос приземлился в Гродно (бел. Хрыстос прызямліўся ў Гародні) (1965—1966)
- Чёрный замок Ольшанский (бел. Чорны замак Альшанскі) (1979)

### Повести
- В снегах дремлет весна (бел. У снягах драмае вясна) (1957, опубликовано в 1989)
- Цыганский король (бел. Цыганскі кароль) (1958, издана в 1961)
- Седая легенда (бел. Сівая легенда) (1960, издана в 1961)
- Дикая охота короля Стаха  (бел. Дзікае паляванне караля Стаха) (1958, издана в 1964)
- Оружие (бел. Зброя) (1964, издана в 1981). Продолжение романа «Колосья под серпом твоим».
- Чозения (бел. Чазенія) (1967). Повесть-поэма
- Листья каштанов (бел. Лісце каштанаў) (1973)
- Ладья Отчаяния (бел. Ладдзя Роспачы)[K 6] (1978, написана в 1964 году)
- Крест Анелина (бел. Крыж Аняліна) (не окончена, издана в 1988)

### Очерки
- Земля под белыми крыльями (бел. Зямля пад белымі крыламі)  (1977)
- Вильнюс — частичка моего сердца (бел. Вільнюс — часцінка майго сэрца)
- Вязынка (бел. Вязынка)
- Колокола в безднах озёр (бел. Званы ў прадоннях азёр)
- Сказки Янтарной страны (бел. Казкi Янтарнай краіны)
- Мой се градок! (бел. Мой се градок!)
- Рша камен... (бел. Рша камен...)

### Рассказы
- Олива и меч (бел. Аліва і меч)
- Белое пламя (бел. Белае полымя)
- В шалаше (бел. У шалашы)
- Как свергаются идолы (бел. Як звяргаюцца ідалы)
- Лазурь и золото дня (бел. Блакіт і золата дня)
- Книгоноши (бел. Кніганошы)
- Багровый щит (бел. Барвяны шчыт)
- Золотой бог (бел. Залаты бог)
- Синяя-синяя (бел. Сіняя-сіняя...)
- Древо вечности (бел. Дрэва вечнасці)
- Страна Цыгания (бел. Краіна Цыганія)
- Око тайфуна (бел. Вока тайфуна)
- Великий Шан Ян (бел. Вялікі Шан Ян)
- Были у меня медведи бел. Былі ў мяне мядзведзі)
- Рождественская рапсодия (бел. Калядная рапсодыя)
- Пример (бел. Прыклад)
- Гость приходить на холодном рассвете (бел. Госць прыходзіць на золкім світанні)
- Посмертная история одного тетерева (бел. Пасмяротная гісторыя аднага цецерука)
- Письма не опаздывают никогда (бел. Лісты не спазняюцца ніколі)
- Корней-мышиная смерть (бел. Карней-мышыная смерць)
- Идиллия в духе Ватто (бел. Ідылія ў духу Вато)
- Летучий Голландец (бел. Лятучы Галандзец)
- Маленькая балерина (бел. Маленькая балерына)
- Паром на бурной реке (бел. Паром на бурнай рацэ) (1981)
- Лесная история (бел. Лясная гісторыя) (23 ноября 1958 года[53])
- Дыхание предков (бел. Подыхі продкаў)
- Полешук (бел. Паляшук)
- Пурга (бел. Завеі)

### Сборники стихов
- Материнская душа (бел. Матчына душа) (1958)
- Вечерние паруса (бел. Вячэрнія ветразі) (стихи и поэмы, 1960)
- Моя Илиада (бел. Мая Іліяда) (1969)
- Был. Есть. Буду (бел. Быў. Ёсць. Буду) (стихи и поэмы, 1986)
- Поэзия разных лет (бел. Паэзія розных гадоў) (1987)

### Сказки
- Чёртов клад (бел. Чортаў скарб)
- Воробей, сова и птичий суд (бел. Верабей, сава і птушыны суд)
- Скрипка болот и вересковых пустошей (бел. Скрыпка дрыгвы й верасовых пустэчаў)
- Котёл с камешками (бел. Кацёл з каменьчыкамі)
- Немощный отец (бел. Нямоглы бацька)
- Весна осенью (бел. Вясна ўвосень)
- Лягушки и Черепаха (бел. Жабкі і Чарапаха)
- Автух-домовой (бел. Аўтух-дамоўнік)
- Воробъёва тёща (бел. Вераб'ёва цешча)
- Ужиная королева (бел. Вужыная каралева)
- Сказка про Петра-разбойника (бел. Казка пра Пятра-разбойніка)
- Кутька (бел. Куцька)
- Лебединый скит (бел. Лебядзіны скіт)
- Мужик и чудо одноглазое (бел. Мужык і дзіва аднавокае)
- Ночь (бел. Ноч)
- Пан топный, шляхтич трясинный (бел. Пан тванны, шляхціц багняны)
- Рыбий царь (бел. Рыбін цар)
- Старая сказка (бел. Старая казка)

### Легенды
- Мать ветра (бел. Маці ветру)
- Легенда о бедном дьяволе и адвокатах Сатаны (бел. Легенда аб бедным д'ябле і аб адвакатах Сатаны)

### Публицистика
- Одуванчик на кромке воды (бел. Абдуванчык на кромцы вады)
- Людям простым к хорошему обучению (бел. Людзям простым к добраму навучанню)
- Это было 10 марта 1864 года... (бел. Гэта было 10-га сакавіка 1864 года...)
- С водой и без воды (бел. З вадой і без вады)
- Колосовцы (бел. Коласаўцы)
- Язык (что я думаю про тебя) (бел. Мова (што я думаю пра цябе))
- Наша общая забота (бел. Наш агульны клопат)
- Родной язык (бел. Родная мова)
- Доживём ли до ста лет, или посмертное рыдание (бел. Цi дажывем да ста год, або пасмяротнае рыданне)[54][55].

### Пьесы
- Мельница на Синих Омутах (бел. Млын на Сініх Вірах) (поставлена на телевидении в 1959)
- Немножко дальше от Луны (бел. Трошкі далей ад Месяца) (написана 1959 — 1960)
- Колокола Витебска (бел. Званы Віцебска) (1974, поставлена в 1977)
- Кастусь Калиновский (бел. Кастусь Каліноўскі) (написана 1963, поставлена в 1978)
- Колыбель четырёх волшебниц (бел. Калыска чатырох чараўніц) (опубликована и поставлена в 1982)
- Мать урагана (бел. Маці ўрагану) (1985, поставлена в 1988)

### Сценарии
- Свидетели вечности (бел. Сведкі вечнасці) (1964)
- Память камня (бел. Памяць каменя) (1966)
- Будь счастливой, река (бел. Будзь шчаслівай, рака) (1967)
- Христос приземлился в Гродно (бел. Хрыстос прызямліўся ў Гародні) (с В. Бычковым, 1967)
- Красный агат (бел. Чырвоны агат) (1973)
- Дикая охота короля Стаха (бел. Дзікае паляванне караля Стаха) (с В. Рубинчиком, 1979)
- Чёрный замок Ольшанский (бел. Чорны замак Альшанскі) (с М. Пташуком, 1984)

## Посмертные издания

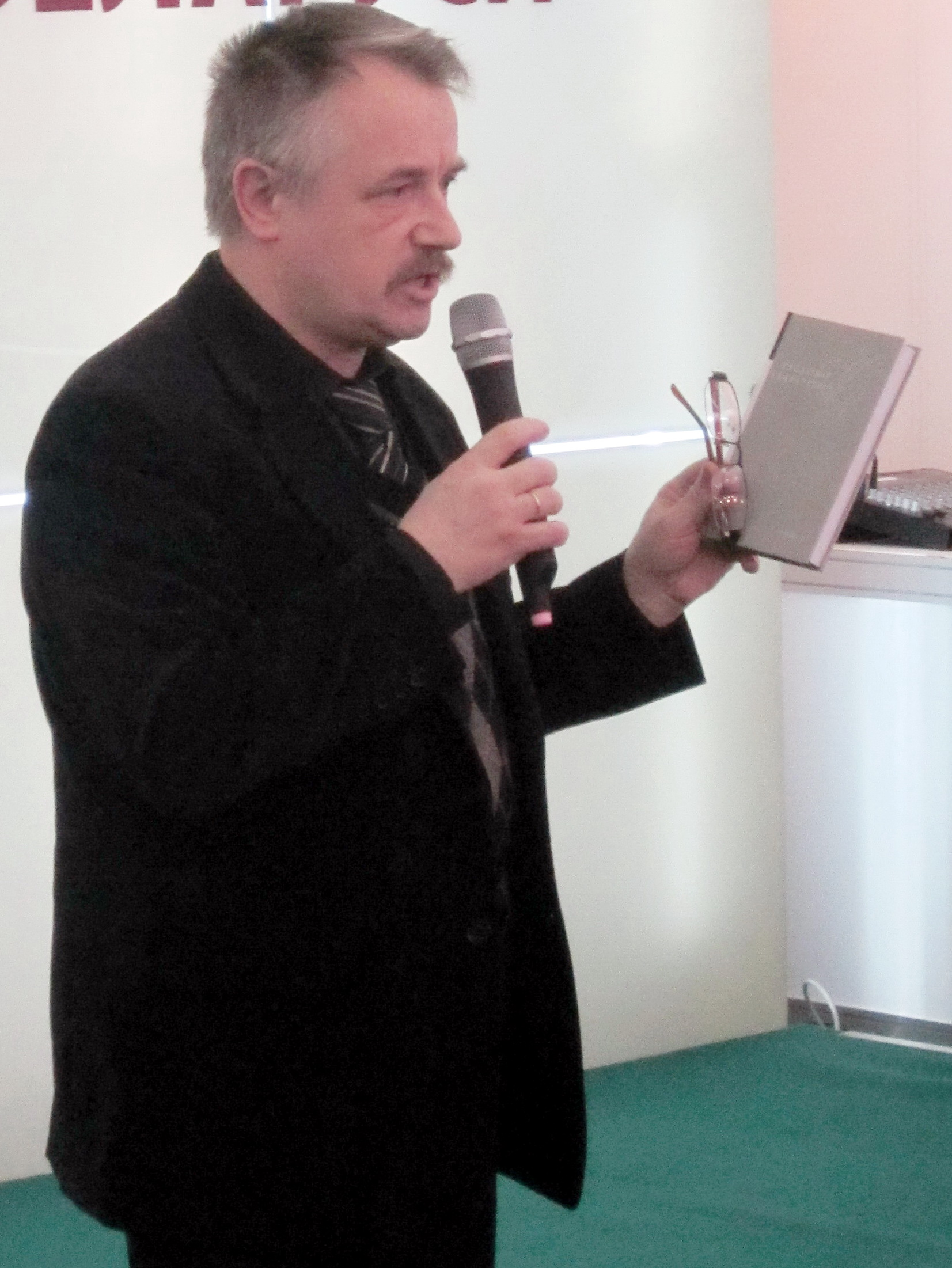
Глав. ред. изд-тва «Мастацкая літаратура» В. Шнип презентует собрание сочинений Владимира Короткевича. XX Международная книжная выставка, Минск, 2013

Немало делается и после смерти писателя по изданию его творческого наследия. Так, было издано собрание сочинений в 8 томах (1987—1991 гг.), издан сборник его переводов «Голоса моих друзей» (1993 г.). Вышел сборник «Произведения» (1996 г.), в который вошли его работы, не опубликованные при жизни. Напечатаны его письма Якубу Коласу, Максиму Танку, Янке Брылю, украинским, польским, словацким, латышским, и другим писателям, учёным, друзьям и знакомым. Немало материалов про его жизнь и творчество из его записных книжек было опубликовано на страницах журнала «Полымя». Сборник «Мир глазами Короткевича» (2006 г.) составили его рисунки.
Начиная с 2011 года издательством «Мастацкая літаратура» начат выпуск 25-томного собрания сочинений. Планируется что последний, 25-й том, выйдет в 2020 году к 90-летнему юбилею Короткевича.

## Экранизации
Владимир Короткевич был автором сценариев документальных фильмов. По его произведениям были поставлены художественные фильмы, теле- и радиоспектакли, и оперы.

### Художественные фильмы
- Житие и вознесение Юрася Братчика (1967 г.)
- Дикая охота короля Стаха (1979 г.)
- Чёрный замок Ольшанский (1984 г.)[55]
- Паром (1988 г.)[60] (по рассказу «Паром на бурной реке»)
- Мать урагана (1990 г.)
- Седая легенда (1991 г., совместная советско-польская постановка)
- Полешук (2019 г.)
- Чёрный замок (2024 г.)

### Документальные фильмы
- Свидетели вечности (1964)
- Память (1966)
- Красный агат (1973)[55].

### Мультипликационные фильмы
- Ладья отчаянья (1987)

## Оперы
- Седая легенда (1978 г., композитор Д. Смольский)
- Дикая охота короля Стаха (1989 г., композитор В. Солтан)[39].

## Признание. Награды
В 1957 году Владимир Короткевич был принят в Союз писателей Беларуси.

### Награды
- Орден Дружбы Народов (1980).
- Премия СП Беларуси имени Ивана Мележа (1983) — за роман «Нельзя забыть» («Леониды не вернутся к Земле»).
- Государственная премия БССР имени Якуба Коласа (1984 — посмертно) — за роман «Чёрный замок Ольшанский»[61].

## Память

Памятник в Орше

### Библиотеки
- В Витебске — библиотека-филиал № 14 им. В. Короткевича[62].
- В Новополоцке — библиотека-филиал № 6 им. В. Короткевича[63].
- В Орше — детская библиотека им. В. Короткевича[64].
- В Таллине (Эстония) — общественная библиотека им. Владимира Короткевича[65].

### Музей
- В Орше — музей Владимира Короткевича открыт в Орше (ул. Ленина, 26) в 2002 году. Экспозиция состоит из двух залов; один посвящён биографии писателя, второй — творчеству. Экспозиция включает в себя обстановку послевоенного дома на улице Космонавтов в Орше, с мебелью писателя и его собственностью. Также воссоздан фрагмент кабинета минской квартиры Короткевича[66].

### Памятники
- Скульптура Владимира Короткевича на улице Коммунистической, 24, Минск (с 2017 года)[67].
- В Витебске установлен памятник в 1994 году (скульптор И. Казак, архитектор В. Рыбаков)[68].
- Памятник в Киеве (у здания посольства Беларуси[69]). Открыт 20 октября 2011 года. Создан белорусскими скульпторами Константином Селихановым, Олегом Варвашеней и архитектором Александром Корбутом[70].
- Памятник в Орше. Автор памятника — белорусский скульптор И. Голубев. Торжественное открытие произошло в дни празднования 925-летия Орши — 27 июня 1992 года. В 1939 году семья Владимира Короткевича переехала в свой дом, который был построен на высоком и живописном берегу Днепра. Во время войны дом сгорел. Памятник был открыт именно на месте сгоревшего дома[71], позже перенесён в центральный городской парк Орши.

### Улицы
Именем В. С. Короткевича названы улицы в Витебске, Орше, Гродно и Рогачёве. Также в 2011 году его имя получила улица в селе Старые Петровцы Вышгородского района Киевской области. Вопреки распространённому мнению, улица Короткевича в городе Минске названа не в честь писателя, а в честь известного подпольщика времён ВОВ, Дмитрия Короткевича.

### Иное
В Беларуси выпущена коллекция часов, посвящённая В. Короткевичу. Часовой завод «Луч» выпустил новую лимитированную коллекцию «Мова». В 2025 году её посвятили Владимиру Короткевичу. В Музее часового дела Беларуси состоялась презентация новой лимитированной коллекции «Мова. Уладзімір Караткевіч» от бренда «Луч».

## Комментарии
1. ↑  Написано на русском языке; не издавалось.
2. ↑  Домашняя библиотека сгорела в годы Великой Отечественной войны вместе с домом.
3. ↑  Роман написан на основе написанного годом ранее одноименного киносценария.
4. ↑  Дело в том, что в СССР в конце 1962 года поднялась волна борьбы с «формализмом», начавшаяся с того, что Н. С. Хрущёв посетил московских художников и резко раскритиковал их; а закончилось тем, что «ведьм» начали искать во всех творческих коллективах, в том числе и в Союзе писателей БССР, в Институте литературы АН БССР.
5. ↑  Первоначальное название «Леониды не возвратятся к Земле», так всегда его называл сам Короткевич, в том числе и в записных книжках последних годов жизни. Впервые под названием «Нельзя забыть» роман был опубликован в журнале Полымя, 1962, № 5, 6. Книжное издание романа – 1982 год.
6. ↑  На белорусском языке по рассказу записан аудиоспектакль (продолжительность: 1 час 15 мин 21 с, издательство: БМА, исполнитель: Стары Ольса (Д. Сосновский, А. Апанович, И. Кублицкий, К. Радзивилова, А. Чумаков), 2004)[52].
7. ↑  Здесь в 1950-х годах жила семья Короткевича.

### На белорусском языке
- Верабей А. Л. Абуджаная памяць: нарыс жыцця i творчасцi Уладзімiра Караткевіча. — Мн., 1997. — 256 с.
- Верабей А. Л. Жывая повязь часоў. — Мн., 1985.
- Верабей А. Л. Караткевіч Уладзімір Сямёнавіч // Беларуская энцыклапедыя / Рэдкал.: Г. П. Пашкоў і інш. — Минск: БелЭн, 1999. — Т. 8. — С. 57—58.
- Верабей А. Л. Уладзімір Караткевіч. Жыццё і творчасць / Пад рэд. Гарбачэўскай Т. А.. — 2-е. — Минск: Беларуская навука, 2005. — 271 с. — ISBN 985-08-0666-4.
- Верабей А. Л. Караткевіч Уладзімір Сямёнавіч // Энцыклапедыя гісторыі Беларусі / Рэдкал.; Г.П.Пашкоў (галоўны рэд.) і інш. — Минск: БелЭн, 1997. — Т. 4. — С. 111—112.
- Гардзіцкі А. К. Караткевіч Уладзімір // Беларускія пісьменнікі: 1917—1990. — Минск: Мастацкая літаратура, 1994. — ISBN 5-340-00709-X.
- Грушэцкі А. Л. Беларускі дэтэктыў. Міфы і рэальнасць (бел.) // Літаратура і мастацтва : газета. — Минск: Издательский дом «Звязда», 2014-07-18. — Вып. 4777, № 28. — С. 6. Архивировано 22 июля 2014 года.
- Грушэцкі А. Л. Душа і сэрца Беларусі. Уладзімір Караткевіч (1930—1984) // Настаўніцкая газета : газета. — Минск: Міністэрства адукацыі РБ, 29 ліпеня 2014. — Вып. 7537, № 89. — С. 24. Архивировано 21 августа 2014 года.
- Лойка А. А. Караткевіч Уладзімір Сямёнавіч // Беларуская савецкая энцыклапедыя. — Минск: Беларуская савецкая энцыклапедыя, 1972. — Т. V.
- Мальдзіс А. Жыцце і ўзнясенне Уладзіміра Караткевіча: партрэт пісьменніка і чалавека. — Мн., 1990. — 230 с.
- Макарэвіч А. М., Яфімава М. Б., і інш. Уладзімір Караткевіч // Беларуская дзіцячая літаратура / Пад рэд. А. М. Макарэвіча, М. Б. Яфімавай. — Минск: Вышэйшая школа, 2008. — С. 459—481. — 688 с. — 3500 экз. — ISBN 978-985-06-1440-7.
- Марціновіч Д. «Донжуанскі спіс» Караткевіча: Літаратуразнаўчыя даследаванні і артыкулы. — Мн.: Чатыры чвэрці, 2012. — 114 с. (Мінскае гарадское аддзяленне Саюза пісьменнікаў Беларусі. Серыя «Мінскія маладыя галасы»). — ISBN 978-985-7026-43-2
- Марціновіч Д. Жанчыны ў жыцці Уладзіміра Караткевіча. — Мн.: Чатыры чвэрці, 2014. — 178 с.: іл.; [2] л. укл. — ISBN 978-985-7058-53-2
- Русецкі А. Уладзімір Караткевіч: праз гісторыю ў сучаснасць. — Мн., 2000. − 300 с.
- Уладзімір Караткевіч. Быў. Ёсць. Буду! : успаміны, інтэрв’ю, эсэ / уклад. Г. В. Шаблінскай. — Мн., 2005. — 518 с. — (Жыццё знакамітых людзей Беларусі).
- Уладзімір Караткевіч: вядомы і невядомы / Уклад.: А. Верабей, М. Мінзер, С. Панізнік. — Мн.: Літаратура і мастацтва, 2010.
- Штэйнер І. Свет шчодры. Свет мяне паўторыць…: паэзія У. Караткевіча і класічныя традыцыі. — Мн., 2008. — 120 с.
- Шынкарэнка В. Пад ветразем дабра і прыгажосці. — Мн., 1995.
- Яршоў І. Зямля Караткевіча / І. Яршоў, В. Сіднякова. — Орша, 1997. — 238 с.

### На русском языке
- Гринчик Н. М. Короткевич, Владимир Семёнович // Краткая литературная энциклопедия / Под ред. А. А. Суркова. — М.: Советская энциклопедия, 1966. — Т. 3. — Стб. 758.
- Рублевская Л. И.. Гений, странник, комета, или Портрет писателя в стиле коллаж… Советская Белоруссия (26 ноября 2005). Дата обращения: 18 августа 2019. Архивировано 18 августа 2019 года.